# 正一教
正一教（しょういつきょう）は、道教の宗派の一つ。現在の道教の教派は全真教（全眞敎）と正一教の二つに大別されて考えられている。日本語読みの問題ではあるが、道教は儒教と共に中国で起こった宗教であるため、漢音読みをする習慣がある。例えば、「道教経典」も「どうきょうけいてん」と読む場合がある。同様に、正一教の読みに対しても、「せいいちきょう」または「せいいつきょう」と読む場合がある。

## 概要
正一教は、後漢末の五斗米道（天師道）という宗教にさかのぼるといわれる。五斗米道は、前漢の功臣張良の子孫である張陵（張道陵）という人が蜀郡で太上老君のお告げを受けて、天師の位と正一盟威（）の道を授けられ、はじまったとされる。孫の張魯はこれを受け継ぎ、漢中に勢力を張り、宗教王国のような体制を築き上げた。張魯が曹操の軍門に降るとこの漢中政権は消滅したが、教団幹部たちは魏の列侯に封ぜられ、重用された。この教団がその後どうなったのかはよく分かっていない。異民族の侵攻とともに五胡十六国時代に入ると、多くの信徒は南方に拡散し、江南に五斗米道を広めたともいわれ、各地に五斗米道系の教団が分立した状態であったともみられる。後代に作られた正一教の歴代教主の伝記である『漢天師世家』によれば、張陵の子孫は代々張天師の位を世襲したとされるが、史実かどうかは定かではない。いずれにせよ、遅くとも唐末五代には、張天師を教主とし、龍虎山を本拠とする天師道の教団が成立していた。
南北朝時代の北魏では、嵩山の道士の寇謙之が太上老君のお告げにより、張陵ののち空位になっていた天師の位に就いたとして、新天師道を興した。寇謙之は五斗米道の教法を改革し、仏教の要素を取り入れて道教の教義や戒律を整備した。寇謙之の活躍により道教は北魏の国教となった。道教研究者の窪徳忠は、五斗米道が一般に天師道と呼ばれるようになったきっかけが新天師道だったのではないかと述べている。寇謙之の死後、新天師道がどうなったかのはよく分かっていない。その後、南朝宋では廬山の五斗米道系の道士の陸修静が道教経典を集めて体系化し、また仏教を取り入れて道教儀礼を整備した。寇謙之の教法を「北天師道」ともいい、陸修静の教法を「南天師道」ともいう。また、江南には上清派と呼ばれる一派があり、陸修静の流れをくむ茅山の道士、陶弘景がその教法を確立した。
北宋には、龍虎山を本山とする天師道の第24代天師の張正随が真宗に召されて朝廷の庇護の下に入った。元代になると、第36代天師の張宗演が世祖クビライに召され、任じられて江南道教を統轄するようになった。また、教団が正一教と呼ばれるようになったのも、この頃からである。元代の華北では、金代に興った新しい道教である全真教が教勢を拡大し、いつしか正一教と全真教は道教を南北に二分する二大宗派となった。
明の太祖朱元璋の作とされる「御製玄教斎醮儀文序（ぎょせいげんきょうさいしょうぎぶんじょ）」の中では、死者のための儀礼を主として行う教団と見なされている。
清に入ると、朝廷の祈祷や祭祀の行事は、チベット仏教のラマ僧に牛耳られるようになり、道教嫌いであった乾隆帝によって、遂に道教の管掌権を奪われるに至った。辛亥革命時には、龍虎山はさびれていたが、それに追い討ちをかけるように、1912年（民国元年）、江西都督の手で天師の封号までも奪われてしまった。第62代の張元旭が袁世凱らの軍閥に働きかけ、ようやく「正一真人」の封号および龍虎山の封地を奪回するのに成功した。
全真教の道士は修身養性の出家主義的だが、正一教の道士は祭儀中心の在家主義的といわれる。活動は呪符を重んじるなど、呪術性が強く、内丹学などの自己修養はあまり重視されないといわれる。

## 第65代継承問題
国民党との結びつきが強かった第63代の張恩溥は台湾に亡命し、1969年に台北市で没した。張恩溥の長男である張允賢は1954年に既に死去しており、中国本土に残留した次男の張允康も消息不明となっていたため、第35代張可大より続く男系男子の嫡流の系統は一旦ここで断絶してしまった。次代の張天師は「男系男子の世襲」と定められていたため、1971年までは故人である張恩溥がそのまま在位という形になっており、同年に張恩溥の堂姪である張源先（張恩溥の父の第62代張元旭の弟の張元曙の孫）が第64代天師に就任した。張源先は元々は中華民国陸軍の軍人であったが、1960年代より表面化した張恩溥の後継問題を受けて、張恩溥より直接の指導を受けて正一教の教義を修養、張恩溥の死後も数年間修行を重ねた末に軍を退役して第64代へ就任した経緯があり、系譜上は第61代の張仁晸から連なる傍流の男系男子として、男系相続の伝統が辛うじて維持されていた。
第64代の張源先は2008年10月17日に男系男子を残さないまま死去したが、彼が張天師に就任した段階で「男系男子の世襲」という規定が停止され、襲名条件が「男系子孫である事」と緩和されていた為、皮肉にも第65代張天師選出にあたり大きな問題が生じた。「張天師の男系子孫」を称する複数の人物が張源先の死の前後に相次いで当代継承を主張し、当代の張天師が複数乱立する事態を招いたのである。先代の張恩溥が中国本土から台湾へ落ち延びた関係で、張恩溥自身の複数の子女を始めとする親戚縁者が中国本土側に散在していた事も、この継承問題を単なる一教派内の争いを越えた、両岸問題を内包する複雑怪奇なものとした。
2017年現在、公式の第65代は2009年6月10日に中國嗣漢張天師府道教會の設立と同時に張天師に就任した第62代張元旭の男系曾孫の張意将であるが、張源先が生前の2008年8月2日には第63代張恩溥の庶子であると主張する張美良が、張源先の第64代就任自体が無効であるとして中国本土の龍虎山にて「第64代」張天師就任式を強行しており、2009年5月11日には台湾南投市にて中國嗣漢道教總會の支援を受けた張道禎が「第64代」張天師就任式を行った。張道禎は1966年生まれで第32代張守真の男系子孫であると主張しており、張恩溥の実子は張允賢一人で現在消息不明とされる次男の張允康とは血縁関係がない事。張恩溥の死去の時点では継承序列上は第35代以降の系統の傍流で第61代の曾孫である張源先よりも、第32代直系の男系子孫である自分の方が上であったことから、張源先は飽くまでも自身が名乗り出るまでの「第64代張天師"代理"」に過ぎなかったとまで主張している。ほかにも男系女子としての長子世襲を主張し、中國正一道教總會が主催する2011年10月の張源先3回忌記念式典にて第65代就任を発表した張源先の長女の張懿鳳、第58代張起隆の男系子孫と称する張捷翔が第65代継承を称しており、台湾在住者だけでも少なくとも上記5名の張天師が併立している。
更には中国本土でも張恩溥の次女の子であり第12期全人代広西地区代表、中国道教協会現副会長でもある張金涛。第62代の男系曾孫であり第11期全人代天津地区代表を務めていた中国道教協会元副会長の張継禹、第62代の男系曾孫で北京在住の張貴華らまでが第65代継承を主張しており、中国本土も含めると少なくとも8人の張天師が存在する異常事態となっている。そして、正統第65代とされる張意將を中心に各対立張天師本人及びその支援者が、互いに家系図や清朝及び大日本帝國時代の戸籍簿などを持ち出してまで自らの正当性の主張を繰り広げる有様で、張天師を最高指導者とする正一教の教勢は文字通り四分五裂した状態のまま現在に至っている。